# 棕背田鸡
棕背田鸡（学名：Zapornia bicolor）为秧鸡科田鸡属的鸟类。在中国大陆，分布于贵州、四川、云南、西藏等地。该物种的模式产地在印度。
种小名 bicolor 意为“二色的”。
棕背田鸡体重约57.3克，翼长约110毫米，嘴峰长约25.2毫米，喙宽度约3.1毫米，喙厚度约6.2毫米，跗蹠长约34.8毫米，尾长约50.2毫米。棕背田鸡在其分布区内为留鸟，其栖息在半开放的高大树木组成的森林中，食性为肉食性。

## 保护
- 中国国家重点保护动物等级：二级